# Bannum
Bannum (1774-1761 av. J.-C.) était un haut dignitaire du royaume de Mari au début du règne de Zimrî-Lîm.
Nous possédons très peu d'informations sur Bannum. Nous pouvons uniquement émettre quelques hypothèses à partir des indices à notre disposition.
Il portait le titre de "merhum" ou chef des pâtures auprès des Bédouins bensimalites au Nord du royaume de Mari. Les Bensimalites constituaient le fer de lance des armées de Zimrî-Lîm et la base de son pouvoir, tout au long de son règne. À ce titre, Bannum devait être une personnalité de premier plan à la fois auprès des Bédouins, qui devaient reconnaître son autorité et du roi.
Il nous reste quelques lettres mentionnant Bannum dans lesquelles il semble bénéficier d'une grande liberté de ton auprès du souverain. Par ailleurs, il meurt peu de temps après l'arrivée de Zimrî-Lîm sur le trône de Mari. En extrapolant ces deux informations, il pourrait être un vieux conseiller, voire un mentor du roi. Après l'accession du roi au pouvoir il aurait gardé une assez grande influence avant de s'éteindre.

### Généralités
- Paul Garelli, Jean-Marie Durand, Hatice Gonnet, Catherine Breniquet, Le Proche-Orient Asiatique, tome 1. Des origines aux invasions des peuples de la mer, P.U.F., Paris, 1997.
- J.-C. Margueron, Mari : métropole de l'Euphrate au IIIe et au début du IIe millénaire av. J.-C., ERC, 2004

### Sur les nomades.
- Pierre Marello, « Vie Nomade », dans “Florilegium Marianum”, Mélanges en l’honneur de Michel Fleury, Mémoires de NABU no 1, SEPOA, Paris, 1992, p. 115.
- Pierre Villard, « Nomination d’un Scheich », dans “Florilegium Marianum” II, Mémorial Maurice Birot, Mémoires de NABU no 3, SEPOA, Paris, 1994, p. 291.

### Séries de publications et revues
- Archives royales de Mari, transcription et traduction (ARMT) : publication des textes provenant de Mari,
- Mari, annales des recherches interdisciplinaires (MARI) : revue consacrée en priorité à Mari

### Édition de textes
- J-M. Durand, Les Documents épistolaires du palais de Mari, 3 vol., Le Cerf, LAPO, Paris, 1997, 1998, 2000